# Metuk
Metuk is een bestuurslaag in het regentschap Boyolali van de provincie Midden-Java, Indonesië. Metuk telt 4133 inwoners (volkstelling 2010).